# Adolf Grüzmann
Adolf Grüzmann (* 31. August 1808 in Saulgau; † 8. Mai 1886 in Ludwigsburg) war ein württembergischer Oberamtmann.

## Leben
Als Sohn eines Gerichtsnotars geboren, besuchte er für ein ursprünglich angestrebtes Theologiestudium die Lateinschulen in Riedlingen und Nürtingen sowie das Seminar in Urach. Es folgte ab 1826 ein Studium der Philosophie, der Geschichte und der Rechts- und Kameralwissenschaften in Tübingen. Während seines Studiums wurde er 1826 Mitglied der Tübinger Commentburschenschaft. Ab 1829 arbeitete er als Schreiber am Kameralamt Heiligkreuztal, ab 1830 bei einem Gerichtsnotar und wurde dann 1831 Oberamtsaktuar in Saulgau und Riedlingen. In Riedlingen war er von 1832 bis 1837 als Pfandhilfsbeamter tätig und wurde dann bis 1843 standesherrlicher Bezirksamtmann in Aulendorf. Er war Oberamtmann im Oberamt Tettnang (1843–1851), Oberamt Biberach (1851–1855) und im Oberamt Ulm (1855–1865). 1855 wurde er Regierungsrat.

## Ehrungen
- 1856: Württembergischer Friedrichsorden, Ritterkreuz I. Klasse
- 1859: Österreichisch-kaiserlicher Leopold-Orden, Ritterkreuz
- 1866: Württembergischer Militärverdienstorden, Ritterkreuz
- Bayerischer königlicher Verdienstorden vom Heiligen Michael, Ritterkreuz